# EC50
Termin polovina maksimalne efektivne koncentracije se odnosi na koncentraciju leka, antitela ili toksikanta koji indukuju odgovor posle nekog određenog vremena ekspozicije sa polovinom maksimalne vrednosti. On se često koristi kao mera potentnosti leka. 
50 kalibrisane krive doze i odgovora je koncentracija jedinjenja pri kojoj se ispoljava 50% njegovog maksimalnog efekta. 50 je koncentracija jedinjenja pri kojoj 50% populacije receptora daje odgovor, nakon određene dužine izlaganja. 

## Spoljašnje veze
- Termini i simboli kvantitativne farmakologije Архивирано на веб-сајту  (5. новембар 2009)
- Određivanje IC50 vrednosti